# Anna Rita Del Piano
Anna Rita Del Piano, vlastním jménem Anna Rita Viapiano (* 26. července 1966 Cassano delle Murge), je italská divadelní a filmová herečka, zpěvačka a divadelní režisérka.

## Biografie
Anna Rita Viapiano se narodila a dětství prožila v Cassano delle Murge v provincii Bari v jižní Itálii. Později se s rodinou přestěhovala do Matery. O divadlo a herectví se začala zajímat už v dětství, nejprve se věnovala klasickému tanci a později divadlu. V osmdesátých letech 20. století navštěvovala různé divadelní školy a herecké kurzy. Vystupovala s tanečním a hudebním souborem a svůj čas dělila mezi divadlo, tanec a hudbu. Absolvovala s vyznamenáním univerzitu v Urbinu a zapsala se na hudební konzervatoř Egidio Romualdo Duni v Mateře, kde získala diplom ze zpěvu a hudební teorie.
Na filmovém plátně debutovala v roce 1993, kdy získala malou roli ve snímku L'uomo delle stelle režiséra Giuseppa Tornatore. Krátce po natáčení odjela do Říma, kde navštěvovala různé filmové školy. V dalších filmových rolích si zahrála sociální pracovnici ve snímku Lucia Giordana Le bande, biletářku ve Focaccia blues režiséra Nico Cirasola a matku hlavního hrdiny v Che bella giornata od Gennara Nunzianteho.
V televizi se poprvé objevila v roce 1996 v inscenaci Stefana Realiho Il quarto re, pak účinkovala v dalších filmech jako Ultimo, Valeria medico legale a Una donna per amico. V roce 2000 ztvárnila hlavní roli sestry Celestiny v televizním dramatu Le ali della vita a jeho pokračování Le ali della vita 2 po boku Sabriny Ferilli a Virny Lisi. Zahrála si také ve filmech Maria Goretti a L'uomo sbagliato.
V letech 2001 a 2005 získala na filmovém a televizním festivalu v Salernu ocenění za nejlepší herečku ve vedlejší roli ve filmech Le ali della vita 2 a L'uomo sbagliato.
Del Piano působí také jako zpěvačka. Její repertoár sahá od renesanční hudby přes operu a operetu až po jazz. V roce 2004 vystoupila jako Clotilda v opeře Norma. Od roku 2004 pravidelně spolupracuje se souborem L'Ensemble Medievale. Vystupuje jako vokální sólistka v historických kostýmech s duchovními i světskými skladbami středověké a renesanční hudby. V srpnu 2009 hostovala jako sólistka ve svém rodném městě se souborem L'Ensemble Medievale s programem De Laeta Vita. V témže roce absolvovala turné s programem Ombretenue, scénickou a hudební poctou jazzové zpěvačce Billie Holiday. Pravidelně vystupuje také se souborem Il Rondello.
Kromě herectví se věnuje také divadelní režii. V roce 2012 nastudovala v Cassano delle Murge muzikál Parigi nell'Anno del Signore na motivy románu Zvoník od Matky Boží. Kromě režie působila v inscenaci také jako vypravěčka.

## Filmografie (výběr)
- 1995 L’uomo delle stelle

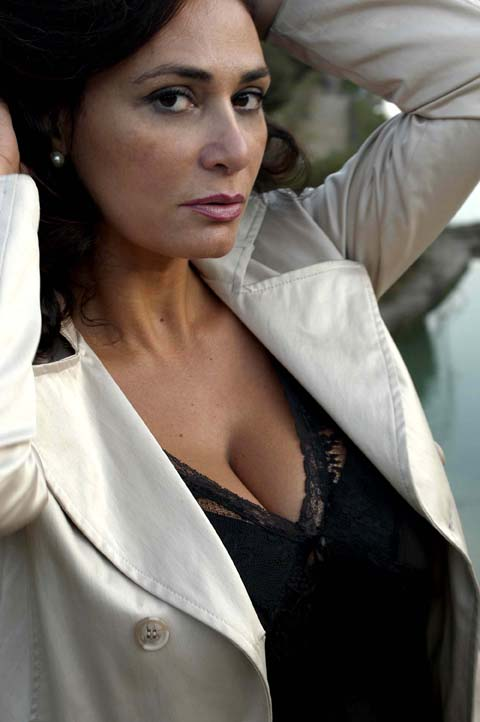
Anna Rita Del Piano v roce 2007

- 1997 Čtvrtý král (Il quarto re), TV film
- 1998 Komando posledních (Ultimo)
- 1999 La balia
- 2000 Na křídlech života (Le ali della vita), TV film
- 2001 Le ali della vita 2, TV film
- 2002 Tornare Indietro
- 2003 Maria Goretti, TV film
- 2004 Verso nord
- 2005 Le bande
- 2005 L’uomo sbagliato, TV film
- 2005 Svatý Petr (San Pietro), TV film
- Anna Rita del Piano v roce 20122006 Butta la Luna, TV film

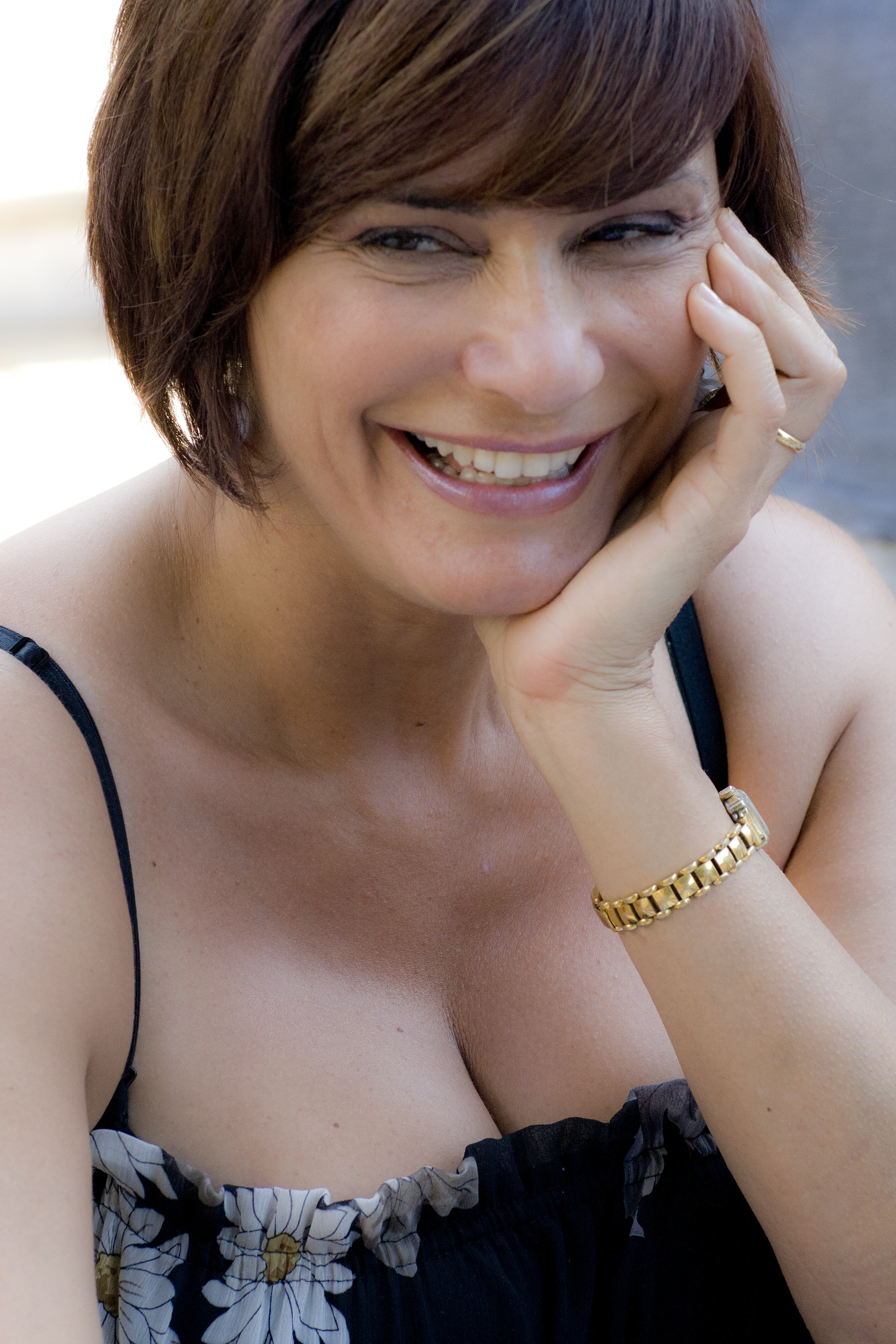
Anna Rita del Piano v roce 2012

- 2009 Focaccia Blues, dokumentární film
- 2009 Černá ovce (L’uomo Nero)
- 2009 Buon Compleanno Mamma!, krátký film
- 2011 Che bella giornata
- 2012 Quando il sole sorgerà
- 2013 Una vita da sogno
- 2014 Amici come noi
- 2016 Il giorno più bello
- 2017 Ti proteggerò
- 2019 Credo in un solo padre
- 2019 From the Vine
- 2021 Senza far rumore
- 2023 Vicino al verbo
- 2023 Urlamò, Adorazione
- 2023 Urlamò – Riti di morte